# Rimini
Rimini (it. uttal: [ˈriːmini]; latin: Ariminum) är en italiensk stad, kommun och huvudort i provinsen Rimini i regionen Emilia-Romagna. Kommunen hade 150 567 invånare (2018). Staden grundades 269 f.Kr. Det är ett biskopssäte.
Staden ligger i nordöstra Italien vid Adriatiska havet, vid floden Marecchia, och är en populär badort med en ca 20 km lång sandstrand. Rimini hade 146 856 invånare år 2013.
Augustusbågen, Arco d'Augusto, är en 14 meter hög triumfbåge, som restes år 27 f.Kr. med anledning av  restaureringen av Via Flaminia. Bron över Marecchia (Tiberiusbron), 72 meter lång, 4,5 meter bred, har fem valv av vita  marmorblock.
De förnämsta medeltidsbyggnaderna är katedralen Tempio Malatestiano, i italiensk gotik, 1446-55, men ofullbordad, Castel Sismondo, Palazzo del comune, framför vilket står en staty av påven Paulus V. Biblioteket Gambalunga upprättades 1677. I staden finns ett arkeologiskt museum.

## Historia
Rimini var ursprungligen en umbrisk stad och blev 269 f.Kr. en romersk koloni. Dess hamn var en av de bästa vid Adriatiska havet, och staden erhöll stor betydelse under romarna. Därifrån utgick 
Via Flaminia till Rom och två vägar med namnet Via Aemilia, den ena över Pisa och Luna till Ligurien, den andra till Aquileja.
Efter romerska rikets fall tillhörde Rimini efter vartannat bysantiner, goter, langobarder och franker; de sistnämnda lämnade det under kung Pippin den lille till påven ("Pippinska donationen"). Under det bysantinska styret ingick Rimini i Pentapolis och tillhörde det så kallade Exarkatet. År 359 hölls konciliet i Rimini, genom vilket arianismen förbjöds.
År 1157 gav kejsar Fredrik I staden självstyrelse, och den var under de följande århundradena underkastad än kejsarens, än påvens makt. I början av 1200-talet vann medlemmar av den mäktiga familjen Malatesta medborgarrätt i staden och skaffade sig sedan en ärftlig envåldsmakt där såsom podestà, feodalherrar. Pandolfo Malatesta, angripen av påven, sålde 1503 staden till venezianerna, vilka efter några år (1528) förlorade den till Kyrkostaten, till vars legation den hörde till 1860, med avbrott under Napoleon I, då den ingick i Cisalpinska republiken. 1860 införlivades Rimini med kungadömet Italien.
Under första världskriget 1915 besköt österrikiska örlogsfartyg Rimini, och även under andra världskriget blev staden bombarderad, men återuppbyggdes sedan.

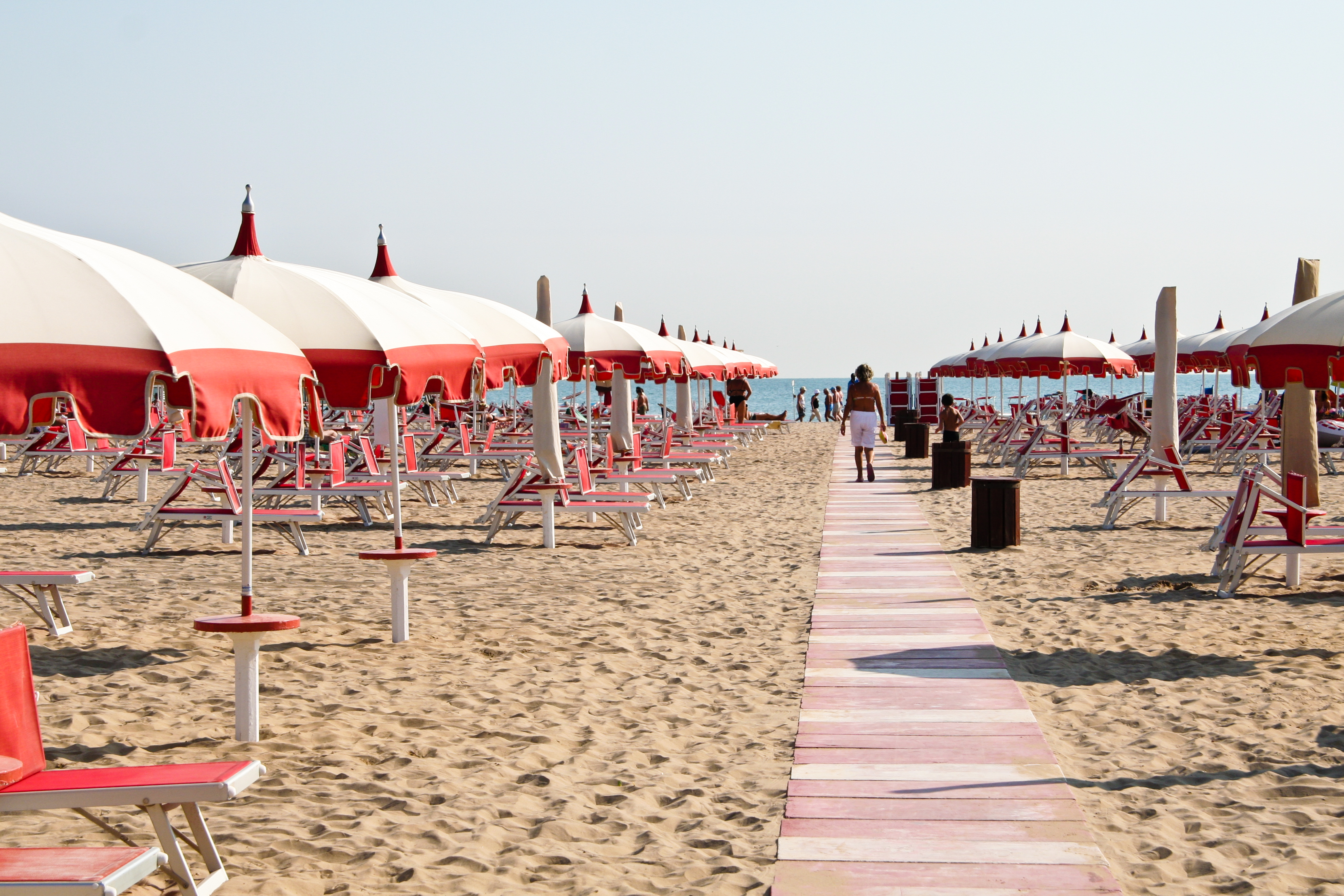
Sandstrand

## Kommunikationer
- Rimini är station på järnvägslinjerna Bologna - Ancona och Ferrara - Rimini.
- Bussförbindelser finns med San Marino.
- Flygplatsen ligger i stadsdelen (frazione) Miramare och heter Aeroporto di Rimini-Miramare (IATA-kod RMI), eller med kommersiellt namn Aeroporto Internazionale Federico Fellini.